# Bielsteintunnel
Der Bielsteintunnel im Harz ist ein 465,7 m langer, einröhriger, 1965 stillgelegter und zugeschütteter Eisenbahntunnel der Rübelandbahn (vormals Harzbahn; ursprünglich Erzstufenbahn) bei Hüttenrode im Landkreis Harz, Sachsen-Anhalt.

## Geographische Lage
Der stillgelegte Bielsteintunnel liegt im Unterharz im Naturpark Harz/Sachsen-Anhalt. Er befindet sich etwa 2 km nordnordöstlich von Hüttenrode, einem südwestlichen Ortsteil von Blankenburg, und etwa 1 km westsüdwestlich des Bielsteingipfels (ca. 405 m ü. NHN) an der Rübelandbahn zwischen der Spitzkehre am Bahnhof Michaelstein und dem einstigen Bahnhof Braunesumpf auf durchschnittlich etwa 420 m Höhe. Etwas südöstlich des einstigen Tunnels verläuft die Bundesstraße 27.

## Geschichte und Beschreibung
Der Bielsteintunnel wurde im Rahmen der von 1872 bis 1875 angelegten Erzstufenbahn mit 465,7 m Länge erbaut. Beim Bau der Harzbahn, ab 1885, wurde das Tunnelprofil erweitert und der Bahnhof Braunesumpf errichtet. Weil man das Tunnelprofil bei der Elektrifizierung der Rübelandbahn (1960 bis 1965) für den Bau einer Oberleitung hätte erhöhen müssen und sich der Tunnel in einem schlechten Bauzustand befand, wurde er aufgegeben und später zugeschüttet. Südöstlich des alten Tunnels wurde eine Neutrassierung der Bahnstrecke in einem parallel zur heutigen B 27 verlaufenden Geländeeinschnitt angelegt.

## Otto-Ebert-Brücke und Bielsteinklippe
Etwa 100 m östlich vom Nordostportal des Bielsteintunnels befindet sich die Otto-Ebert-Brücke (402 m  51° 47′ 6,1″ N, 10° 55′ 24,3″ O), die als Fußgängerbrücke am Waldweg Herzogsweg über die Rübelandbahn führt und als Nr. 79 in das System der Stempelstellen der Harzer Wandernadel einbezogen ist.
Etwa 300 m südöstlich der Otto-Ebert-Brücke und zirka 500 m südwestlich vom Gipfel des Bielsteins liegt die Bielsteinklippe (ca. 385 m).

## Galerie

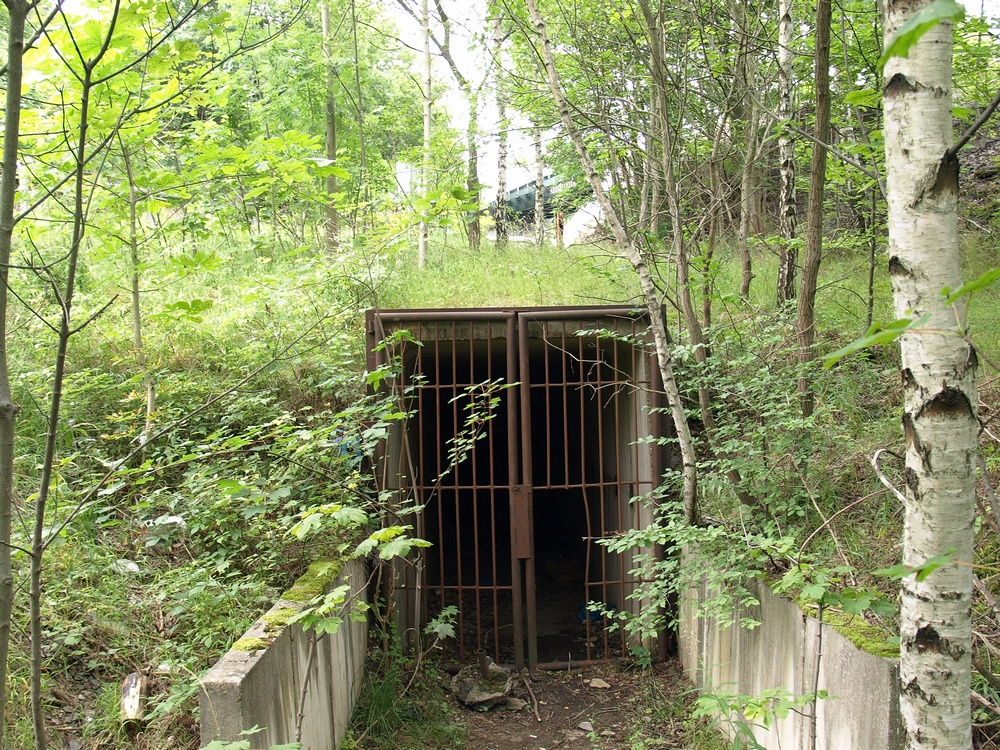
Nahe dem ehemaligen Westportal liegt ein Wartungszugang; im Hintergrund ist die Brücke der neutrassierten Strecke über die B 27 zu sehen
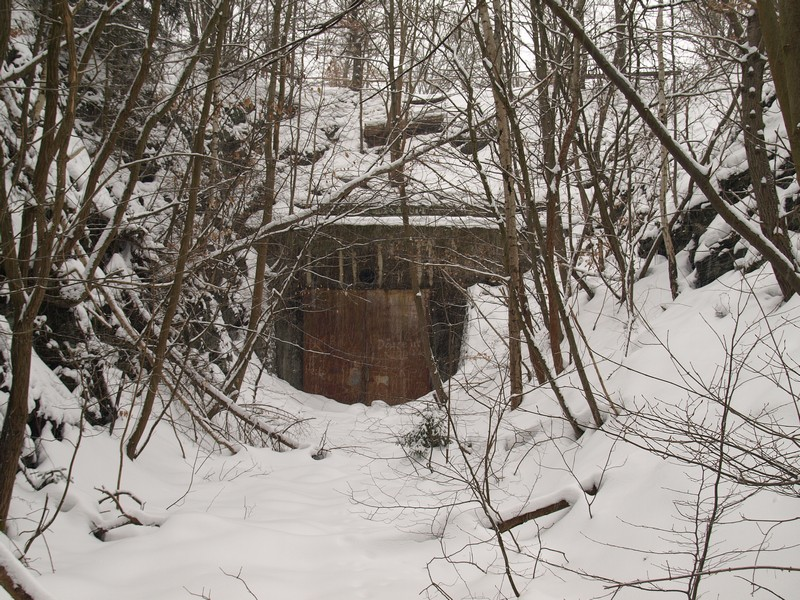
Ostportal des Tunnels; oberhalb verläuft der Herzogsweg
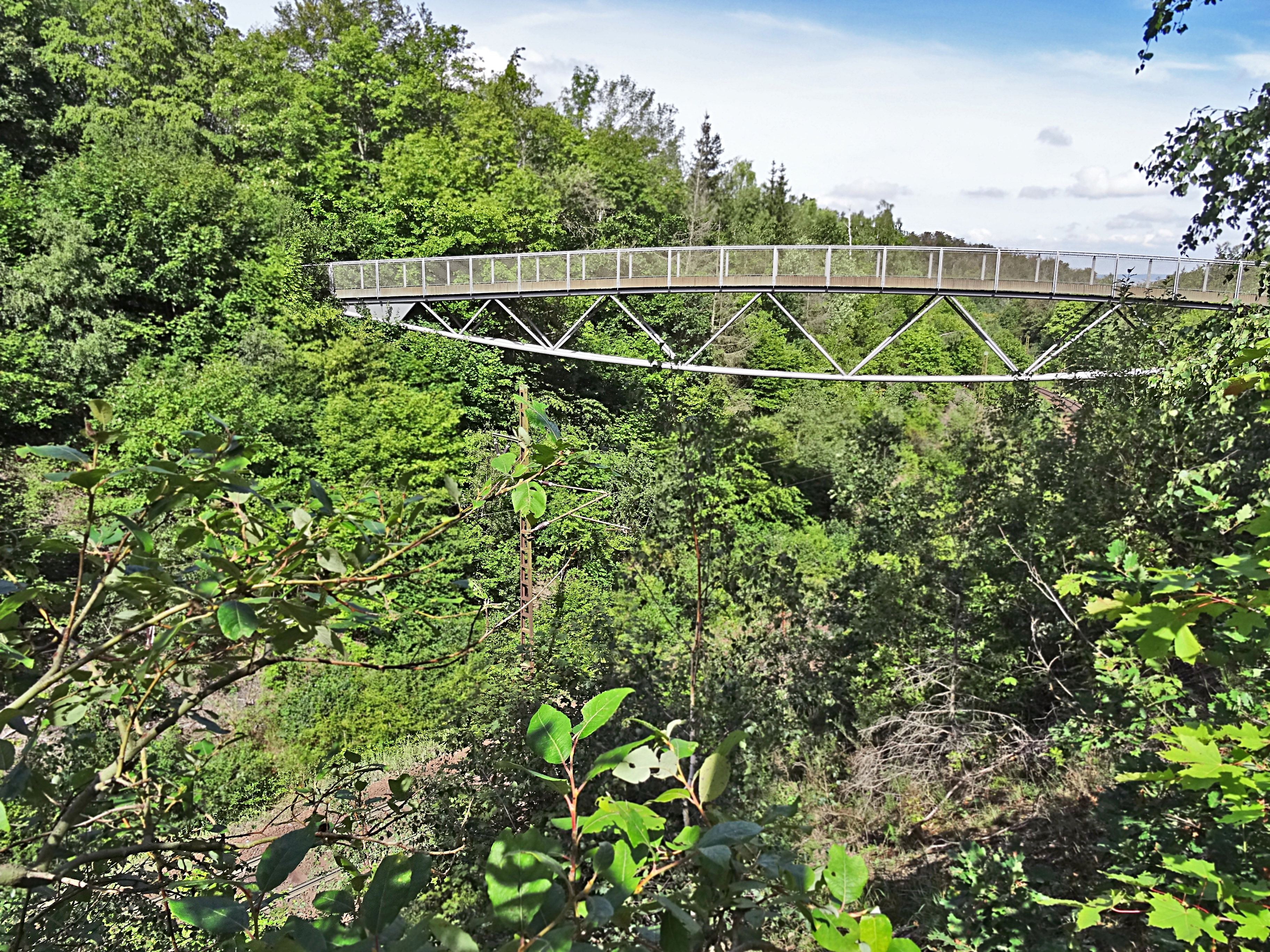
Otto-Ebert-Brücke